# 菅原彩香
菅原 彩香（すがわら あやか、1993年9月22日 - ）は、岩手県出身の女優、タレント。

## 人物
VIVIT（現：アンカット）に所属していた。また、同事務所所属の女性アイドルグループ「ピカ☆マイ」のリーダーとして活動していた。愛称は「あやぱか」。
身長161cm。体重48kg。血液型O型。
趣味は音楽鑑賞、バスケ、アニメ、マンガ。特技はホルン、妄想。

## 出演作品

### 映画
- 呪怨 終わりの始まり（2014年）
- ロリさつ（2017年）主演　金井初子役

### テレビドラマ
- マルホの女〜保険犯罪調査員〜（2014年） - 暴走族 役
- SHARK〜2nd Season〜（2014年）
- ウルトラマンX（2015年） - 学生キャンパー

### テレビ番組
- 奇跡体験!アンビリバボー
- 幸せ!ボンビーガール

### 舞台
- ガールズオンザラン
- 君だけのスターになりたくて - 主演
- 狼の森 〜アイドル人狼〜

### DVD
- 水玉タレントプロモーション 菅原彩香ソロDVD（2014年）
- ロリさつDVD（2017年）

### PV
- 石膏ボーイズ